# جيمي ديك
جيمي ديك (بالإنجليزية: Jamie Dick)‏ هو سائق سباق أمريكي، ولد في 5 فبراير 1989 في إل باسو في الولايات المتحدة.

## وصلات خارجية
- الموقع الرسمي
- جيمي ديك على موقع Racing-Reference.info (الإنجليزية)